# Cowan (Australia)
Cowan – miasto w Australii, w stanie Nowa Południowa Walia.